# Dancing Queen (album)
Dancing Queen je 26. album pevke Cher, ki je izšel leta 2018 pod studijsko hišo Warner Bros Records. Gre za album Abbinih priredb. 

## Seznam pesmi
| Št.             | Naslov                                        | Pisec                                       | Dolžina |
| --------------- | --------------------------------------------- | ------------------------------------------- | ------- |
| 1.              | „Dancing Queen‟                               | Benny Andersson Björn Ulvaeus Stig Anderson | 3:42    |
| 2.              | „Gimme! Gimme! Gimme! (A Man After Midnight)‟ | Andersson Ulvaeus                           | 4:11    |
| 3.              | „The Name of the Game‟                        | Andersson Ulvaeus Anderson                  | 4:48    |
| 4.              | „SOS‟                                         | Andersson Ulvaeus Anderson                  | 3:22    |
| 5.              | „Waterloo‟                                    | Andersson Ulvaeus Anderson                  | 2:52    |
| 6.              | „Mamma Mia‟                                   | Andersson Ulvaeus Anderson                  | 3:34    |
| 7.              | „Chiquitita‟                                  | Andersson Ulvaeus                           | 5:14    |
| 8.              | „Fernando‟                                    | Andersson Ulvaeus Anderson                  | 3:57    |
| 9.              | „The Winner Takes It All‟                     | Andersson Ulvaeus                           | 4:32    |
| 10.             | „One of Us‟                                   | Andersson Ulvaeus                           | 3:53    |
| Skupna dolžina: | Skupna dolžina:                               | Skupna dolžina:                             | 40:05   |